# Leptodesmus chusgonus
Leptodesmus chusgonus är en mångfotingart som först beskrevs av Chamberlin 1955.  Leptodesmus chusgonus ingår i släktet Leptodesmus och familjen Chelodesmidae. Inga underarter finns listade i Catalogue of Life.